# Kladnik
Kladnik – wieś w Chorwacji, w żupanii krapińsko-zagorskiej, w gminie Kumrovec. W 2011 roku liczyła 155 mieszkańców.